# Junior Libertas Pallacanestro 2007-2008

## Risultati
- Legadue:
  - stagione regolare: 6ª classificata su 16 squadre (18-12);
  - playoff: quarti di finale, eliminati da Vanoli Soresina (1-3);
- Coppa Italia di Legadue: eliminata.